# Bely Jar (Chanten und Mansen)
Bely Jar (russisch Белый Яр) ist eine Siedlung städtischen Typs im westsibirischen Autonomen Kreis der Chanten und Mansen/Jugra (Russland) mit 14.580 Einwohnern (Stand 14. Oktober 2010).

## Geografie
Der Ort liegt im Westsibirischen Tiefland etwa 250 km östlich der Hauptstadt des Autonomen Kreises Chanty-Mansijsk am rechten Ufer des Ob. Knapp zehn Kilometer östlich der Siedlung liegt die Großstadt Surgut, deren Vorort Bely Jar faktisch ist.
Bely Jar gehört zum Rajon Surgut. Der Ort ist nicht zu verwechseln mit der im nordwestlichen Teil des Autonomen Kreises gelegenen Stadt Belojarski (auch Verwaltungszentrum des gleichnamigen Rajons).

## Geschichte
Ein unbedeutendes Dorf Bely Jar an Stelle der heutigen Siedlung existierte bereits vor dem 20. Jahrhundert.
Als am 28. August 1958 das benachbarte Surgut, seit dem 17. Jahrhundert Stadt und zwischenzeitlich zum Dorf zurückgestuft, wieder den Status einer Siedlung städtischen Typs erhielt, wurde der Dorfsowjet für die umliegenden Orte von dort nach Bely Jar verlegt.
Im Zusammenhang mit der Erschließung der westsibirischen Erdöl- und Erdgaslagerstätten ab den 1960er Jahren wuchs der Ort, insbesondere nach Fertigstellung der Eisenbahnbrücke über den Ob mit der Strecke nach Surgut 1975. Am 5. November 1984 wurde auch Bely Jar der Status einer Siedlung städtischen Typs verliehen.

### Bevölkerungsentwicklung
| Jahr | Einwohner |
| ---- | --------- |
| 1989 | 13.004    |
| 2002 | 14.392    |
| 2010 | 14.580    |

Anmerkung: Volkszählungsdaten

## Wirtschaft und Infrastruktur
Der größte Teil der Bevölkerung ist im benachbarten Surgut sowie der Umgebung in der Erdöl- und Erdgasindustrie beschäftigt.
Eisenbahnstrecke (seit 1975) und Fernstraße (seit 2000) Tjumen–Surgut, welche etwa fünf Kilometer flussabwärts (südwestlich) von Bely Jar den Ob überqueren, umgehen die Siedlung nördlich. Der Bahnhof der Stadt Surgut liegt etwa fünf Kilometer nordöstlich von Bely Jar.